# Grencsó István
Grencsó István (Nyíregyháza, 1956. május 9. –) magyar szaxofonos, jazz-zenész. Fő hangszerén a szaxofonon kívül számos egyéb fúvós hangszeren játszik, mint például a fuvola, klarinét, tárogató, kürt.

## Életpályája
Iskolás korában kezdett el dobolni, majd furulyaórákat vett egy zeneiskolában. Az 1970-es évek végén megismerkedett Dresch Mihállyal, és ő tanította szaxofonra.  Jiří Stivín, Tomasz Stańko és Tomasz Szukalski voltak rá nagy hatással. 1976-ban megalapította a Masina Jazz Csoportot. 1980-as években Szabados György partnereként lett ismert. 1984-ben létrehozta a Grecsó Kollektívát Benkő Róberttel és Jeszenszky Györggyel, amelynek azóta is tagja. A Kollektívával tíz albumot adott ki. Megalapította a Grencsó István kvartettet is. 1991–1995 között a Közép-európai Teológiai Akadémia hallgatója volt. 2007-ben a Double Grounds holland-magyar formáció tagja lett.

### Munkássága
Repertoárja nagyon sokszínű; a formai változtatások mesterének tartják. Az aktuális divatirányzatoktól függetlenül játszott pop-, rockzenét. Újraértelmezte az 1960-as évek magyar tánczenéit, sanzonjait. Állandó tagja a Szabados György által vezetett MAKUZ-nak és a Budbudas-nak. Koncertezett és felvételeket készített többek között Paul Termos-szal, Peter Kowalddal, Tobias Delius-szal, Peter Brötzmannal és a Noise Orchestra-val.

## Lemezei
- Masina (1983)
- Készülődés (1985)
- Egy idős ember feljegyzései a szociális otthon falára (1986)
- Utolsó előtti etűd (1987)
- Kollektíva (1988-1989)
- Chamber Music (1990)
- Ébredés (1994)
- Plays' Monk (1996)
- Kollektíva in Ragtime (1997)
- Villa Negra (1997)
- Fekete kenyér (1999)
- Rejtély (2000)
- 7 Ének az utolsó mohikánoknak (2000)
- Dream Car (2003)

## Díjai
- Párhuzamos Kultúráért díj (2004)[3]

## Fordítás
- Ez a szócikk részben vagy egészben  az   István Grencsó című német Wikipédia-szócikk ezen változatának fordításán alapul.  Az eredeti cikk szerkesztőit annak laptörténete sorolja fel. Ez a jelzés csupán a megfogalmazás eredetét és a szerzői jogokat jelzi, nem szolgál a cikkben szereplő információk forrásmegjelöléseként.